# Bokelrehm
Bokelrehm è un comune tedesco del circondario di Steinburg, nella regione dello Schleswig-Holstein. Ha circa  142 abitanti.